# Guilherme dos Santos Torres
Guilherme dos Santos Torres (Santo André, 5 april 1991) is een Braziliaans voetballer die bij voorkeur als centrale middenvelder speelt. Hij verruilde Udinese in juli 2017 voor Deportivo La Coruña, dat hem in het voorgaande seizoen al huurde.

## Clubcarrière
Guilherme debuteerde op 11 augustus 2009 voor Portuguesa tegen Duque de Caxias. Op 26 januari 2011 scoorde hij zijn eerste profdoelpunt tegen Ponte Preta. In 2012 verhuisde hij naar Corinthians, waar hij in twee seizoenen 5 doelpunten uit 46 competitiewedstrijden scoorde. In juli 2014 werd hij voor 4,5 miljoen euro verkocht aan Udinese. Op 31 augustus 2014 debuteerde hij in de Serie A, tegen Empoli.

1 Parreño ·
4 Martinez ·
5 Barcia ·
6 Petxarroman ·
7 Pérez  ·
8 Villares ·
9 Barbero · 
10 Hernández ·
11 Álvarez ·
12 Mfulu ·
13 Puerto ·
14 Herrera ·
15 Vázquez ·
16 Gauto ·
17 Mella ·
18 Escudero ·
19 Sánchez ·
20 Ángel ·
21 Soriano ·
22 Rama ·
23 Navarro ·
24 Bouldini ·
25 Leite ·
28 Patino ·
33 Obrador ·
Coach: Idiakez